# Quartier de la Boule - Champs-Pierreux
Ne doit pas être confondu avec Place de la Boule.
Le quartier La Boule - Champs-Pierreux est un des dix quartiers de la ville de Nanterre dans les Hauts-de-Seine.

## Situation et accès
Le quartier se situe dans le centre du territoire de la commune. Il n'est limitrophe d'aucune commune alentour sauf du quartier du Parc Sud à l'est, du quartier du Plateau - Mont-Valérien au nord, du quartier du Vieux-Pont - Sainte-Geneviève et de celui du Centre à l'ouest.
Le quartier est délimité par la place de la Boule, l’avenue Georges-Clemenceau, les rues François-Millet et Hennape, les avenues Pablo-Picasso (y compris les parcelles du Théâtre des Amandiers et de la résidence Greuze), et Frédéric-et-Irène Joliot-Curie.
En semaine, il triple sa population avec chaque jour 7 000 salariés.

### Transports en commun

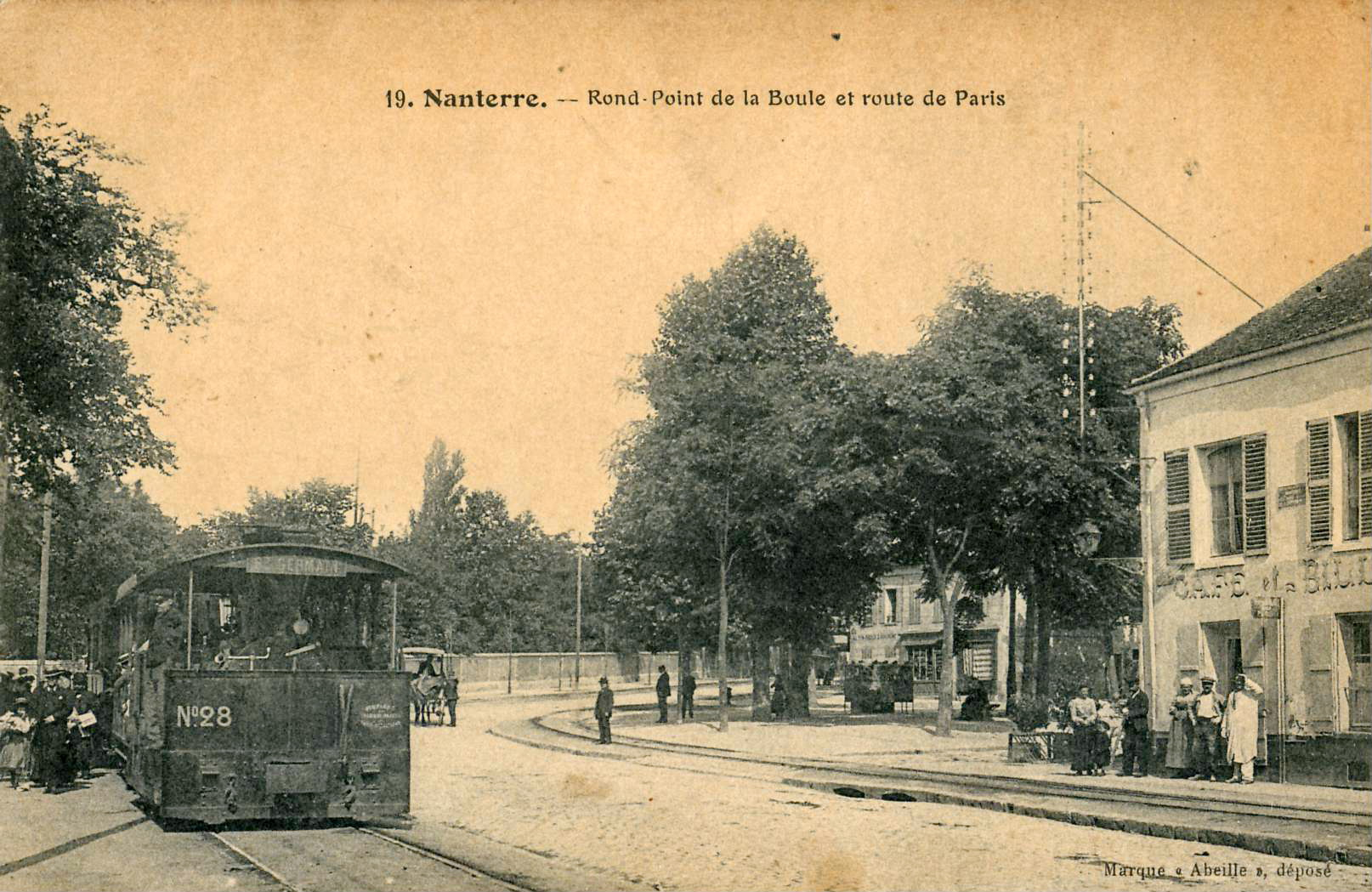
La Place de la Boule desservie par le Tramway Paris - Saint-Germain au début du XX. Cette ligne devint le 58 de STCRP et disparaît en 1935, remplacée par une ligne d'autobus.

Le quartier est desservi par les lignes du réseau de bus RATP et du Noctilien.
À terme, elle est concernée par les projets suivants :
- Projet de prolongement du tramway T1 jusqu'à la place.
- Grand Paris Express : ligne 15 du métro, station Nanterre La Boule.

## Origine du nom
Il tient son nom de la place de la Boule et du quartier des Champs-Pierreux (anciennes usines reconverties en immeubles de bureaux).

## Historique
La place de la Boule qui figure sur la carte de Cassini, qui apparaît sur les cartes au début du XVIIIe siècle (avant 1733), s'est appelé « place de la Boule-Royale ».
En 1778, il y avait, sur cet endroit, un relais de poste aux chevaux effectuant le trajet de Paris à Saint-Germain dont l'auberge qui était à l'enseigne de la Boule royale, aurait donné son nom donné à la place. Les voitures de la poste aux lettres pour le transport des messages royaux, mais aussi les turgotines puis les diligences, reliant Paris et Rouen passaient par cette place.

## Morphologie du quartier
C’est le plus récent, le plus petit (60 hectares) et le moins peuplé des quartiers de Nanterre : ~ 4 000 habitants. 
Le quartier est composé d’un habitat très mixte : pavillonnaire et collectif, public et privé, locatif et en accession à la propriété.

### Équipements culturels et sportifs
La Boule-Champs Pierreux dispose des équipements suivant : 
- Théâtre des Amandiers
- Palais des Sports Maurice-Thorez
- Piscine du Palais des Sports
- Espace Chevreul (4 salles climatisées et adaptables selon la manifestation),

### Enseignement
Le quartier dispose de plusieurs établissements scolaires et d'accueil d'enfants :
- Crèches
  - Chat perché
- Écoles
  - Joliot-Curie
- Lycées
  - Joliot-Curie.

### Autres lieux
L'Agence régionale de Santé y a son siège régional et la municipalité y a installé son centre technique.
Se trouvent dans le quartier des sièges sociaux de nombreuses entreprises, « Le Capitole » : ancienne usine de voitures Simca - Citroën, un
magasin à l'enseigne Lidl et le Consulat d'Algérie.

## Population et société

### Sociologie du quartier
Le quartier Quartier de la Boule - Champs-Pierreux  est le plus jeune de Nanterre : plus d’un tiers de ses habitants ont moins de 19 ans.

### Vie associative
Peu d'associations existent sur le quartier. La plupart sont des associations de locataires affiliées à l’association Union nationale des locataires indépendants (UNLI).

## À proximité

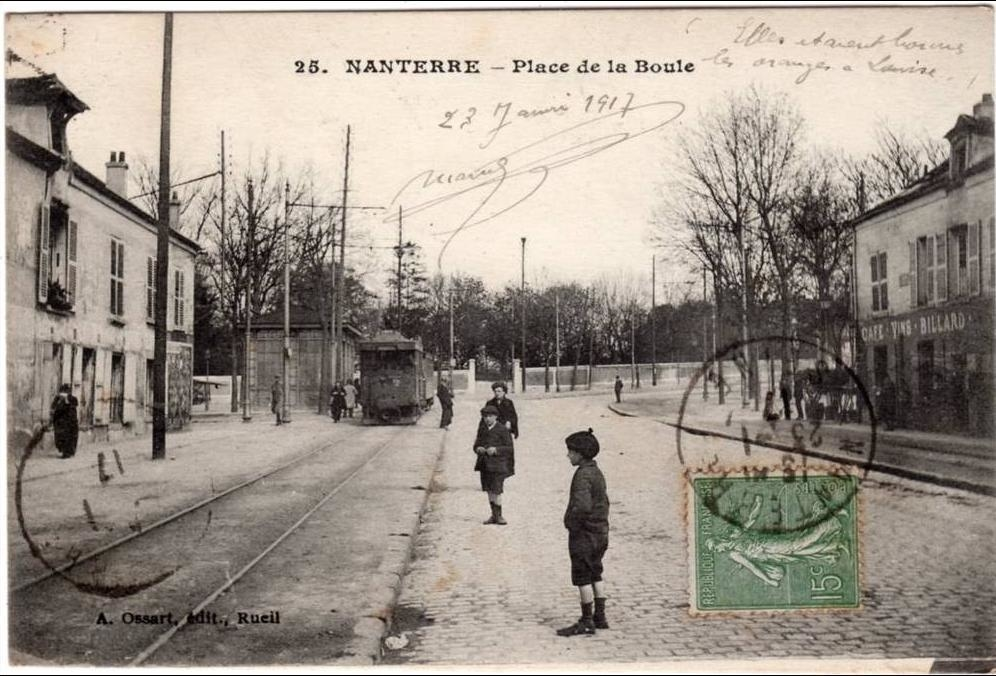
Un tramway, place de la Boule.

- Le centre-ville ancien de Nanterre
- La future gare du métro Grand Paris Express, station Nanterre-La Boule, prévue pour 2025[1]
- La future station de tramway T1 dont la prolongation est prévue jusqu'à Rueil-Malmaison en passant par la place de la Boule
- Siège de l'EPT Paris Ouest La Défense
- Écoquartier de la ZAC Centre Sainte-Geneviève, sorti de terre en 2011 et comprenant notamment la première école à énergie positive du département
- Centre commercial du Mont-Valérien, entièrement rénové en 2013
- Pôle emploi, agence de Nanterre
- Caisse Nationale d'Assurance Vieillesse
- Magasin Décathlon